# 1618 год в науке
В 1618 году произошли различные научные и технологические события, некоторые из которых представлены ниже.

## События
- Весной Иоганн Кеплер открыл третий закон движения планет: отношение куба среднего удаления планеты от Солнца к квадрату периода обращения её вокруг Солнца есть величина постоянная для всех планет[1].
- 21 июля – Плутон (тогда ещё не открытый) прошёл точку афелия и стал удаляться от Солнца.
- 6—25 сентября — на небе появилась большая комета; в конце года появились ещё две кометы, менее яркие, все три были видны одновременно.

## Родились
См. также: Категория:Родившиеся в 1618 году
- 2 апреля — Франческо Мария Гримальди, итальянский физик, открывший дифракцию и интерференцию света[2]  (умер в 1663 году).
- (?) — Джереми Хоррокс, английский астроном (умер в 1641 году).
- (?, возможно, в 1619 году) — Генри Ольденбург, секретарь Лондонского Королевского общества, основатель и редактор «Философских трудов Королевского общества» (умер в 1677 году).